# Aeroportul Pori
Aeroportul Pori (IATA: POR, ICAO: EFPO) este un aeroport din Pori, Satakunta, Finlanda de Sud-Vest⁠(d), Finlanda ce deservește zona Pori. Aeroportul a fost tranzitat în 2022 de 11.628 de pasageri. A fost deschis în 1941 și numit după zona deservită.
Situat la o altitudine de 14 m, aeroportul dispune de 2 piste. Este operat de Finavia⁠(d).

## Infrastructură

### Piste
Aeroportul dispune de 2 piste. Pista 12/30 are suprafața de asfalt și dimensiunile 2.351 m × 60 m. Pista 17/35 are suprafața de asfalt și dimensiunile 801 m × 30 m. 